# Daniel Agyei
Daniel Yaw Agyei (Dansoman, Ghana, 10 de noviembre de 1989), a veces escrito como Adjei, es un futbolista ghanés naturalizado neerlandés, que juega como guardameta en el Sebeta City de la Liga etíope de fútbol.

## Selección nacional
Ganó el Campeonato Juvenil Africano de 2009 y la Copa Mundial Sub-20 de 2009 con Ghana sub-20. Fue convocado por las Estrellas Negras para el partido de clasificación para la Copa del Mundo de 2010 contra Malí. Hizo su debut en la selección absoluta de Ghana el 18 de noviembre de 2009, en un partido amistoso contra Angola.

### Participaciones en la Copa del Mundo
| Mundial                               | Sede      | Resultado        | Partidos | Goles |
| ------------------------------------- | --------- | ---------------- | -------- | ----- |
| Copa Mundial de Fútbol Sub-20 de 2009 | Egipto    | Campeón          | 7        | 0     |
| Copa Mundial de Fútbol de 2010        | Sudáfrica | Cuartos de final | 0        | 0     |

### Participaciones en la Copa Africana
| Copa                                | Sede                    | Resultado    |
| ----------------------------------- | ----------------------- | ------------ |
| Campeonato Juvenil Africano de 2009 | Ruanda                  | Campeón      |
| Copa Africana de Naciones 2010      | Angola                  | Subcampeón   |
| Copa Africana de Naciones 2012      | Gabón Guinea Ecuatorial | Cuarto lugar |
| Copa Africana de Naciones 2013      | Sudáfrica               | Cuarto lugar |

## Clubes
| Club                  | País      | Año       |
| --------------------- | --------- | --------- |
| Liberty Professionals | Ghana     | 2008-2013 |
| Free State Stars      | Sudáfrica | 2013-2014 |
| Liberty Professionals | Ghana     | 2014-2016 |
| Medeama SC            | Ghana     | 2016      |
| Simba SC              | Tanzania  | 2016-2017 |
| Jimma Ketema FC       | Etiopía   | 2017-2019 |
| Sebeta City           | Etiopía   | 2019-     |

## Palmarés

### Campeonatos nacionales
| Título                | Club            | País     | Año  |
| --------------------- | --------------- | -------- | ---- |
| Copa Nyerere          | Simba SC        | Tanzania | 2017 |
| Liga etíope de fútbol | Jimma Ketema FC | Etiopía  | 2018 |

### Copas internacionales
| Título                        | Selección    | Sede   | Año  |
| ----------------------------- | ------------ | ------ | ---- |
| Campeonato Juvenil Africano   | Ghana sub-20 | Ruanda | 2009 |
| Copa Mundial de Fútbol Sub-20 | Ghana sub-20 | Egipto | 2009 |